# Zhuhai Championships 2019
Zhuhai Championships 2019, oficiálním sponzorským názvem Huajin Securities Zhuhai Championships 2019, byl tenisový turnaj pořádaný jako součást mužského okruhu ATP Tour, který se hrál na otevřených dvorcích s tvrdým povrchem Mezinárodního tenisového centra Cheng-čchin. Probíhal mezi 23. až 29. zářím 2019 v jihočínském městě a prefektuře Ču-chaj, ležícím v provincii Kuang-tung v deltě Perlové řeky, jako úvodní ročník turnaje.
Turnaj s rozpočtem 1 000 000 amerických dolarů patřil do kategorie ATP Tour 250. Nejvýše nasazeným hráčem ve dvouhře se stal sedmý tenista světa Stefanos Tsitsipas z Řecka. Jako poslední přímý účastník do hlavní singlové soutěže nastoupil 89. hráč žebříčku, Němec Peter Gojowczyk.
Zhuhai Championships, do roku 2019 probíhající na nižším okruhu ATP Challenger Tour, nahradil v zářijovém termínu Shenzhen Open konaný v Šen-čenu.
Třetí singlový titul na okruhu ATP Tour vybojoval 20letý Australan Alex de Minaur. Třetí společnou i individuální trofej ze čtyřhry ATP si odvezli Belgičané Sander Gillé a Joran Vliegen.

## Rozdělení bodů a finančních odměn

### Rozdělení bodů
| Soutěž  | vítězové | finalisté | semifinalisté | čtvrtfinalisté | 16 v kole | 32 v kole | Q  | Q2 | Q1 |
| ------- | -------- | --------- | ------------- | -------------- | --------- | --------- | -- | -- | -- |
| dvouhra | 250      | 150       | 90            | 45             | 20        | 0         | 12 | 6  | 0  |
| čtyřhra | 250      | 150       | 90            | 45             | 0         | —         | —  | —  | —  |

### Finanční odměny
| Soutěž                              | vítězové | finalisté | semifinalisté | čtvrtfinalisté | 16 v kole | 32 v kole | Q2     | Q1     |
| ----------------------------------- | -------- | --------- | ------------- | -------------- | --------- | --------- | ------ | ------ |
| dvouhra                             | $160 550 | $86 810   | $47 940       | $27 235        | $15 665   | $9 385    | $4 540 | $2 270 |
| čtyřhra                             | $52 670  | $27 000   | $14 630       | $8 370         | $4 900    | —         | —      | —      |
| částka ve čtyřhře je uvedena na pár |          |           |               |                |           |           |        |        |

## Mužská dvouhra

### Nasazení
| Stát                         | Hráč                  | ATP | Nasazení |
| ---------------------------- | --------------------- | --- | -------- |
| Řecko                        | Stefanos Tsitsipas    | 7.  | 1.       |
| Španělsko                    | Roberto Bautista Agut | 10. | 2.       |
| Francie                      | Gaël Monfils          | 12. | 3.       |
| Chorvatsko                   | Borna Ćorić           | 15. | 4.       |
| Francie                      | Lucas Pouille         | 26. | 5.       |
| Austrálie                    | Nick Kyrgios          | 27. | 6.       |
| Austrálie                    | Alex de Minaur        | 31. | 7.       |
| Španělsko                    | Albert Ramos-Viñolas  | 46. | 8.       |
| Žebříček ATP k 16. září 2019 |                       |     |          |

### Jiné formy účasti
Následující hráči obdrželi divokou kartu do hlavní soutěže:
- Wu Ti
- Čang Ce
- Čang Č’-čen

Následující hráč nastoupil pod žebříčkovou ochranou:
- Andy Murray[7]

Následující hráči postoupili z kvalifikace:
- Damir Džumhur
- Tacuma Itó
- Dominik Koepfer
- Kwon Sun-u

### Odhlášení
před zahájením turnaje
- Tomáš Berdych → nahradil jej  Tennys Sandgren
- Pierre-Hugues Herbert → nahradil jej  Steve Johnson
- Andrej Rubljov → nahradil jej  Peter Gojowczyk

### Skečování
- Casper Ruud

## Mužská čtyřhra

### Nasazení
| Stát                                                                    | Hráč              | Stát     | Hráč           | ATP | Nasazení |
| ----------------------------------------------------------------------- | ----------------- | -------- | -------------- | --- | -------- |
| Nizozemsko                                                              | Jean-Julien Rojer | Rumunsko | Horia Tecău    | 40. | 1.       |
| Spojené království                                                      | Luke Bambridge    | Japonsko | Ben McLachlan  | 85. | 2.       |
| Nový Zéland                                                             | Marcus Daniell    | Rakousko | Philipp Oswald | 90. | 3.       |
| Belgie                                                                  | Sander Gillé      | Belgie   | Joran Vliegen  | 94. | 4.       |
| Žebříček ATP k 16. září 2019; číslo je součtem umístění obou členů páru |                   |          |                |     |          |

### Jiné formy účasti
Následující páry obdržely divokou kartu do hlavní soutěže:
- Kung Mao-sin /  Čang Ce
- Wu Ti /  Čang Č’-čen

## Přehled finále

### Mužská dvouhra
- Alex de Minaur vs.  Adrian Mannarino, 7–6(7–4), 6–4

### Mužská čtyřhra
- Sander Gillé /  Joran Vliegen vs.  Marcelo Demoliner /  Matwé Middelkoop, 7–6(7–2), 7–6(7–4)